# Миливоје Радовановић Фарбин
Миливоје Радовановић Фарбин (Пожега, 26. мај 1912 — Београд, 1990) био је учесник Народноослободилачке борбе и друштвнео-политички радник СР Србије.

## Биографија
Рођен је у Пожеги 26. маја 1912. године. Након завршене гимназије студирао је на Правном факултету у Београду, где се прикључио револуционарном студентском покрету и 1939. постао члан Комунистичке партије Југославије (КПЈ).
Учесник је Народноослободилачке борбе од 1941. године. У току рата је најпре политички деловао на подручју пожешког среза. Потом је био у Другој пролетерској ударној бригади, где је био члан Политодела бригаде, политички комесар Првог батаљона и политички комесар бригаде од септембра 1943. до октобра 1944. године. Након тога се налазио на дужности политичког комесара Гардијске бригаде НОВЈ.
Након ослобођења Југославије, бавио се друштвено-политичким радом. Био је секретар Окружног комитета КПС у Титвом Ужицу и секретар Окружног одбора Народног фронта у Титовом Ужицу, начелник персоналног одељења Министарства иностраних послова, помоћник министра и опуномоћени министар-саветник амабасадора у Паризу.
Године 1950. вратио се у Југославију, након чега је био министар за извоз и увоз у Влади НР СРбије, генерални секретар Владе НР СРбије, члан и председник Комисија за физичку културу Народне Републике Себије, председник Комисије за народне одборе, секретар Одбора за организацију власти и секретар Одбора за буџет Скупштине СР Србије. Био је секретар Скупштине СР Србије и председник Клуба посланике. За посланика Републичког већа Скупштине СР Србије биран је на изборима 1963. и 1965. године. За члана Савета федерације биран је децембра 1974. и децембра 1979. године.
На Трећем конгресу СК Србије, 1954. биран је за председника Ревизионе комсије, а на Четвртом конгресу СК Србије, 1959. билан је за члана Централног комитета Савеза комуниста Србије. У младости се активно бавио спортом, а након рата је био ангажовани спортски радник. Био је дугогодишњи предсеник Савеза за телесно васпитање Партизан и потредседник Југословенског савеза организација за физичку културу.
У браку са супругом Перисодом Остојић Радовановић (1918—2003), учесницом Народноослободилачке борбе од 1941, имао је ћерку Тању и сина Љубишу.
Умро је 1990. у Београду и сахрањен је у Алеји заслужних грађана на Новом гробљу у Београду.
Носилац је Партизанске споменице 1941. и других југословенских одликовања, међу којима су — Орден југословенске заставе са лентом, Орден народног ослобођења и др.